# Gevrolles
Gevrolles település Franciaországban, Côte-d’Or megyében. Lakosainak száma 167 fő (2022. január 1.). Gevrolles Lanty-sur-Aube, Riel-les-Eaux, Montigny-sur-Aube és Latrecey-Ormoy-sur-Aube községekkel határos.

## Népesség
A település népességének változása:
| Lakosok száma | 251  | 201  | 176  | 160  | 179  | 178  | 178  | 177  | 176  | 167  |
|               | 1968 | 1982 | 1990 | 2006 | 2013 | 2015 | 2017 | 2019 | 2020 | 2022 |